# Babamania
babamania（ババメイニア）は、日本のミクスチャー・ロックバンドである。1992年に前身となるバンドを結成。2000年にテイチクエンタテインメントよりメジャーデビューを果たし、シングル7枚、アルバム9枚をメジャーシーンからリリース。2008年より活動休止するが、 2011年2月11日、復活ライブを行った。以降定期的にライブ活動を行っている。

## メンバー
- Genki（Voice)[注 1] (1992年-2008年、2011年- )
- Mari（Vocal）(1997年-2008年、2011年- )
- Yujin（Gtrs)[注 2] (1992年-2008年、2011年- )
- Takeo（Bass）(1994年-2002年、2011年- )
- Daigo（Drums ＆ MC）(1992年-2006年、2011年- )

## 来歴
- 1992年 中学校の同級生だったGenki(Vo)とYujin(G)が結成したバンドを母体とし、そこにDaigo(Dr)が加わり前身となるバンドを結成。
- 1994年 Takeo(B)加入。
- 1996年 バンド名をBABAMANIA（ババマニア）にする。この頃からDaigo(Dr)がMCを開始する。
- 1997年 Mari(Vo)加入。BABAMANIA（ババマニア）と呼んでいたバンド名をbabamania（ババメイニア）に改名。渋谷屋根裏、下北沢などで活発なライブ活動を繰り広げる。特に渋谷屋根裏では月に一回の定期イベント「say baba tour」を開催しており、常小屋となっていた。
- 2000年 3月、インディーズにて1stミニアルバム「ep」リリース。そして7月、当時新進のインペリアルレコードから1stシングル「Pau Hana」にてメジャーデビュー。10月に2ndシングル「A Man Of Tearz」、12月に1stアルバム「DISKORD」と立て続けにリリース。
- 2001年 4月、2ndミニアルバム「JUST COME UP」リリース。7月には大型フェス「FUJI ROCK FESTIVAL '01」へ出演し飛躍的に知名度を上げ、Mariがリーバイス秋の広告キャーンペーンモデルに起用され、またバンドとしてもVans FALL and WINTER COLLECTION 広告モデルに起用される[2]。9月に3rdシングル「Take it」、2ndアルバム「Pornmuzik」をリリース。
- 2002年 2月3日にTakeo(B)が脱退し4人体制となる。 6月に3rdアルバム「I.D.」リリース。8月には大型フェス「RISING SUN ROCK FESTIVAL 2002 in EZO」へ出演した。
- 2003年 3月に4thシングル「WANNA ROCK」、6月に3rdミニアルバム「ILNANA」、12月に4thミニアルバム「Jungle Livin'」をリリース。年末には大型フェス「COUNTDOWN JAPAN03/04への出演を果たした。
- 2004年 11月に5thシングル「NOBODY'S GIRL」、6thシングル「Doobee Doowop Communication」を2枚同時リリース。
- 2005年 2月に7thシングル「SUNRISE」、3月に4thアルバム「Great Grand Bag Of Magic Tricks」をリリース。10月にはメンバー選曲によるベストアルバム「bababest」をリリースした。
- 2006年 5月13日のライブをもってDaigo(Dr)が脱退。オフィシャル・サイトには〈10年以上大事に続けてきたバンドですので、色々な事をたくさん思い悩み、考えました。その上での結論です〉とDaigoのコメントが発表された[3]。9月には3人編成にて5thアルバム「Zero Gravity Disco」をリリース。
- 2006年 5月15日 緊急告知と題してメンバーから、5月18日の主催ライブ「DISCONTINENTAL」がファンへの感謝の意味を込めて無料ライブになること、そして1年間ほどライブ活動を休止する旨が突如発表された[4] [5]。
- 2010年 12月1日Genki(Vo)がブログでYujin(G)/Daigo(Dr)/Takeo(B)とスタジオセッションを行ったことを報告[6] 。その後、Mari(Vo)を含めたオリジナルメンバー5人でbabamaniaが復活することが発表された。
- 2011年 2月11日復活ライブを行った。以降定期的にライブ活動を行う。
- 2016年 8月バンドとして10年ぶりの新曲「epIC. 01」が配信リリースされた。オリジナルメンバー5人でのリリースとしては、実に15年振りとなる。

## ディスコグラフィー

### 参加作品
| 発売日         | タイトル                                              | 規格品番   | 収録曲                                                | 備考                         |
| -------------- | ----------------------------------------------------- | ---------- | ----------------------------------------------------- | ---------------------------- |
| 1999年12月10日 | EDGE OF SANITY 001                                    | WINX-82022 | 3. Champion shit all damn 4. Vacaciones de familia    | Warner Indies Network        |
| 1999年12月15日 | THIS IS POP2                                          | BSR-0005   | 7. ZOE                                                | BEPPU SPRING RECORDS         |
| 2001年5月19日  | the PeteBest「Break'em out ep.」                      | COCP-50494 | 1.Break'em out(featuring Genki & Mari from babamania) | ヒートウェーヴ               |
| 2002年09月26日 | KS-Tribute to Kazushi Sakuraba-                       | TOCT-24854 | 12. N.B.A                                             | 東芝EMI                      |
| 2004年10月27日 | OPTION presents STREAM Z J-LOUD EDITION               | AVCD-17560 | 12.Greatest Fool                                      | avex trax                    |
| 2006年1月18日  | WHITE OUT 2 ～real snowboarder's compilation～        | FLCF-4089  | 12. TEENAGE MICROPHONE                                | FOR LIFE MUSIC ENTERTAINMENT |
| 2007年03月28日 | アニメ「ロックマンエグゼ」シリーズ ボーカル・アルバム | CPCA-10183 | 7.Doobee Doowop Communication                         | カプコン                     |

## ミュージックビデオ
| 監督           | 曲名                                                          |
| -------------- | ------------------------------------------------------------- |
| アリヤマトモコ | 「Pau Hana」                                                  |
| 勝谷ケンシ     | 「Jungle Radio」「SUMMER BOOGIE」「WANNA ROCK」               |
| 菊川達矢       | 「A Man Of Tearz」                                            |
| 関和紀         | 「NOBODY'S GIRL」「SUNRISE」                                  |
| Nacky          | 「Bellbottom Sandwich」「Kids very special」(出演:タモト清嵐) |
| ベン・リスト   | 「SAY BROTHER」「Take it」                                    |
| 松浦史明       | 「Doobee Doowop Communication」                               |
| 不明           | 「King Song」「Just come up」                                 |

## タイアップ
| 曲名                        | タイアップ                                                                                    |
| --------------------------- | --------------------------------------------------------------------------------------------- |
| Pau Hana                    | テレビ朝日系「ぷらちなロンドンブーツ」エンディングテーマ                                      |
| Take it                     | AK「ミュージックスクエア」オープニングテーマ                                                  |
| WANNA ROCK                  | 日本テレビ『ブラックワイドショー』EDテーマ/TVゲーム『FIFA04』に収録 坂本奈緒子テーマ曲        |
| Jungle Radio                | 「MUSIC B.B.」オープニングテーマ 「Live y」オープニングテーマ 「ニュースプラス1」テーマソング |
| Doobee Doowop Communication | アニメ『ロックマンエグゼStream』EDテーマ                                                      |
| Bellbottom Sandwich         | TBS系『ネプ理科』2006年10月 - 12月EDテーマ                                                    |

## その他
- BABAMANIA（ババマニア）をbabamania（ババメイニア）に変えた理由はYujinの画数占いによる。 [7]
- babamania以前にGenkiとYujinは「伝説のムッチリ」というバンドを組んでいた。 [8] 二人はbabamania休止期間中に「My Johnsons」を結成し活動。
- Mariの加入は1997年だが、GenkiとMari[1990年～1992年頃、ディスコフロアでよく出くわしていた。[9]
- ライブにてメンバー登場時のSEはWARの「Low Rider」
- Genki不在時は「babamania-1」若しくはMariをフィーチャーした「marimania」(正確にはイベント名)名義で活動することがある。
- Keith Cahoon(Hotwire K.K社の創設者、元タワーレコードジャパン支社長兼CEO、元itunes Japan取締役)が好きなアーティストにbabamaniaを挙げている。